# Jean-Guy Fechner
Jean-Guy Fechner [žán-gy fešner] (* 2. března 1947 Agen) je francouzský hudebník, herec, komik a filmový marketér, známý jako člen skupiny Les Charlots za jejího vrcholného období.

## Kariéra
Dostal se do skupiny vlastně náhodou díky svému bratrovi, producentu Christianu Fechnerovi, který roku 1966 vytvářel novou comedy-rockovou kapelu z dosavadních Les Problèmes a hledal bubeníka. Jean-Guy mezi Charlots výborně zapadl a absolvoval s nimi jak hudební úspěchy konce 60. let, tak přerod do herecké skupiny, která se v první půli 70. let prosadila mezi hvězdy francouzské filmové komedie. Na začátku kariéry (ještě ve filmu Blázniví bažanti z roku 1971) se Fechner odlišoval plnovousem (ač byl ze všech nejmladší), pak už byl oholen jako ostatní.
Potíže nastaly v půli 70. let, kdy se Les Charlots se svým producentem Ch. Fechnerem rozkmotřili a ukončili spolupráci. Jean-Guy byl postaven před těžké dilema mezi bratrem a kamarády ze skupiny. Nakonec zvítězila rodina a roku 1976 ze skupiny odešel. Symbolicky tak orámoval úspěšné období Les Charlots jako komiků, neboť další filmy zbylé trojice už ani zdaleka nedosáhly předchozích úspěchů. Je ale otázkou, nakolik to bylo jen odchodem bratří Fechnerů – zřetelně horší kvalitu měl už poslední film s jejich účastí, Polibky z Hongkongu, na kterém už nepracoval jejich osvědčený režisér Claude Zidi.
Po odchodu z Les Charlots spolupracoval Jean-Guy Fechner nadále se svým bratrem – ve Studios Fechner působil jako marketér, a herectví ani jinému vystupování se až na drobné výjimky dál nevěnoval.
Teprve roku 2008 se objevil na vzpomínkovém setkání původní pětice Les Charlots v televizním pořadu. V té době udržoval kapelní tradici při životě zejména Jean Sarrus, který vystupoval jako duo s Gérardem Rinaldim. Když Rinaldi roku 2012 zemřel, oslovil Sarrus s nabídkou na obnovení kapely právě Fechnera. Ten přijal, a v únoru 2013 se po 37 letech objevil na pódiu. V triu ještě s Richardem Bonnotem (který s Charlots vystupoval od konce 80. let) se pak objevovali na různých festivalech a roku 2016 uspořádali turné k výročí 50 let od vzniku Les Charlots.
Po smrti Jeana Sarruse v únoru 2025 jsou Jean-Guy Fechner a Richard Bonnot posledními pozůstalými členy Les Charlots. Kromě nich žije ještě Luis Rego, který ze skupiny odešel roku 1971 a vracel se ke spolupráci už jen příležitostně.

## Filmografie
- La Grande Java (1970) – Jean-Guy (tak i v dalších filmech, není-li uvedeno jinak)
- Blázniví bažanti (1971)
- Blázni ze stadionu (1972)
- Bažanti jedou do Španělska (1972)
- Velký bazar (1973)
- Nevím nic, ale řeknu všechno (1973)
- Čtyři sluhové a čtyři mušketýři (1974) – Grimaud, Athosův sluha
- Čtyři sluhové a kardinál (1974) – dtto
- Bažanti jdou do boje (1974) – Jean-Guy
- Co je moc, to je moc (1975)
- Polibky z Hongkongu (1975)
- Nalezenec Justinien, boží levoboček (1993) – katecheta
- Le Carton (2004) – epizodní
- Jízda smrti (2008) – kapitán lodi
- Au bistro du coin (2011) – zákazník čistírny